# Rudłowo
Rudłowo [ruˈdwɔvɔ] (tiếng Đức: Rodelshöfen)  là một ngôi làng ở quận hành chính của Gmina Braniewo, trong huyện Braniewski, Warmińsko-Mazurskie, ở miền bắc Ba Lan, gần biên giới với Kaliningrad của Nga. Nó nằm khoảng 2 kilômét (1 mi)   phía nam Braniewo và 79 km (49 mi) phía tây bắc của thủ đô khu vực Olsztyn.
Ngôi làng có dân số 288.